# Município de Adams (condado de Monroe, Ohio)
Localização do Ohio nos E.U.A.
O município de Adams (em inglês: Adams Township) é um localização localizado no condado de Monroe no estado estadounidense de Ohio. No ano 2010 tinha uma população de 625 habitantes e uma densidade populacional de 10,74 pessoas por km².

## Geografia
O município de Adams encontra-se localizado nas coordenadas 39° 46′ 32″ N, 80° 59′ 43″ O. Segundo a Departamento do Censo dos Estados Unidos, o município tem uma superfície total de 58.21 km², da qual 58,19 km² correspondem a terra firme e (0,03 %) 0,02 km² é água.

## Demografia
Segundo o censo de 2010, tinha 625 pessoas residindo no município de Adams. A densidade de população era de 10,74 hab./km².